# Winburg
Winburg és una petita ciutat de l'Estat Lliure (Sud-àfrica) a Sud-àfrica i antiga capital d'un estat bòer amb igual nom.
Fou la primera ciutat de l'Estat Lliure d'Orange, el 17 de gener de 1837. Està situada a mig camí entre els rius Orange i Vaal, a 120 km de Bloemfontein.
Els voortrekkers holandesos, dirigits per Andries Hendrik Potgieter, van arribar a la regió quan aquesta estava deshabitada; els més propers eren la tribu tswana del cap Makwana a Thaba Nchu, 60 km al sud-est, i les tribus de basotho a les muntanyes (modern Lesotho) a 100 km a l'est. Els holandesos van comerciar amb el cap Makwana que fou amenaçat per altres tribus tswana i sotho. Els bòers van oferir protecció a Makwana i van rebre a canvi el territori entre els rius Vet i Vaal (1836). La ciutat fou fundada el 1837. Andries Wilhelmus Jacobus Pretorius (successor de Potgieter com a cap, l'1 de setembre de 1838) la va anomenar Winburg (Ciutat de la victòria). Va esdevenir un centre important dels voortrekkers. Una part dels colons dirigits per Potgieter va emigrar a Potchefstroom la primavera del 1844, i un any després un altre grup va marxar a Andries-Ohrigstad.
Mentre van sorgir establiments a Thaba Nchu i altres llocs; un bon nombre de grangers bòers s'establiren a la zona incloent els territoris dels griques i molts d'aquestos colons estaven disposats a acceptar el domini britànic. Un primer intent britànic del ministre Menzies (1842) no fou acceptat pel govern del Cap. Però el 1845, en el curs d'una guerra entre grangers i griques, els britànics van avançar un contingent dirigit pel capità Henry Douglas Warden, en suport dels griques (8 de març de 1845), conforme el termes del tractat que tenien amb aquestos, i després d'una escaramussa a Zwartkopjes (2 de maig de 1845) es va fer un nou acord entre britànics i els griques de la terra de Waterboer signat per Adam Kok i el governador del Cap Sir Peregrine Maitland, pel qual els territoris griques més enllà del riu Orange quedaven sota autoritat britànica, per mitjà d'un resident càrrec que va ser pel capità (després major) Warden, que va escollir com a residència la granja de Bloemfontein, que després va esdevenir una ciutat i capital del país. Però aquesta proclamació no afectava realment a tots els establiments bòers, sinó només als que abans estaven sota nominal autoritat griqua. Altres comunitats, a més de Winburg, s'havien format en altres llocs, i el volksraad de Winburg reclamava l'autoritat sobre les terres entre l'Orange i el Vaal. Una primera i curta ocupació de Winburg per Warden (1846), va portar a més colons a l'emigració cap al Transvaal.
Sir Harry Smith, governador del Cap després de l'1 de desembre de 1847, va emetre una proclamació datada el 3 de febrer de 1848 per la que tots els territoris entre el riu Orange i el Vaal a l'est de les muntanyes Drakensberg, i els seus colons passaven a sobirania britànica sota el nom de "Sobirania del Riu Orange" (Orange River Sovereignity) i dependent de la colònia del Cap. Smith era popular entre els bòers, i la proclamació fou acceptada per bona part però Andries Pretorius al front del partit república centrat a Winburg, va rebutjar l'acció i va decidir lluitar. Derrotat Pretorius per les forces britàniques a la batalla de Boomplaats el 29 d'agost de 1848, la posició britànica es va consolidar; Pretorius es va retirar més enllà del Vaal i Wiunburg va passar al domini britànic. Delegats del resident britànic (càrrec que romangué en mans de Warden a Bloemfontein) es van establir a Winburg i Caledon River.